# Kerri Irvin-Ross
Kerri Irvin-Ross est une femme politique canadienne, membre du Nouveau Parti démocratique du Manitoba. Elle siège à l'Assemblée législative du Manitoba de 2003 à 2016. Elle occupe plusieurs fonctions ministérielles entre 2006 et 2016, dont celle de vice-premier ministre du Manitoba du 29 avril 2015 au 3 mai 2016. 
Aux élections générales manitobaines de 2003, Irvin-Ross bat de 87 voix la députée progressiste-conservatrice sortante Joy Smith dans Fort Garry. En 2007, elle bat le candidat progressiste-conservateur Shaun McCaffrey dans la même circonscription, à 4 291 voix contre 2 101. En 2011, elle bat de nouveau McCaffrey dans la circonscription de Fort Richmond nouvellement créée, à 4 026 voix contre 2 908. Elle perd son siège aux élections de 2016 face à la candidate progressiste-conservatrice Sarah Guillemard.